# Pristimantis thymelensis
Espèce
Synonymes
- Eleutherodactylus thymelensis Lynch, 1972

Statut de conservation UICN

 LC  : Préoccupation mineure
Pristimantis thymelensis est une espèce d'amphibiens de la famille des Craugastoridae.

## Répartition
Cette espèce est endémique de la cordillère Orientale. Elle se rencontre entre 3 220 et 4 150 m d'altitude :
- en Colombie, dans le département de Nariño ;
- en Équateur, dans les provinces de Carchi, d'Imbabura et de Napo.

## Publication originale
- Lynch, 1972 : Two new species of frogs (Eleutherodactylus: Leptodactylidae) from the paramos of northern Ecuador. Herpetologica, vol. 28, no 2, p. 141-147.